# Радзивилл, Ли
Кэролайн Ли Бувье (англ. Caroline Lee Bouvier), позже Кэнфилд, Радзивилл, Росс (англ. Canfield, Radziwiłł, Ross), известна как Ли Радзивилл (англ. Lee Radziwill, 3 марта 1933[…], Манхэттен, Нью-Йорк — 15 февраля 2019[…], Нью-Йорк, Нью-Йорк) — американская общественная деятельница, специалист по связям с общественностью, декоратор интерьеров и актриса. Младшая сестра Жаклин Кеннеди и невестка президента США Джона Ф. Кеннеди.

## Биография
Каролина Бувье родилась 3 марта 1933 года в Нью-Йорке в семье брокера Джона Бувье III (1891—1957) и Джанет Нортон Ли (1907—1989). Семья матери имела ирландское происхождение, а отца — французское и английское. Её старшей сестрой была Жаклин Кеннеди-Онассис (1929—1994), супруга президента США Джона Фицджеральда Кеннеди. Её племянница Кэролайн Бувье Кеннеди названа в её честь.
В 1960-х годах Кэролайн Ли Радзивилл пыталась начать карьеру в качестве актрисы. Получила удручающие отзывы в 1967 году, когда сыграла в пьесе «Филадельфийская история». Через год появилась в телевизионной адаптации голливудского фильма нуара «Лора», что также было плохо принято американской публикой. После этих неудач Радзивилл не предпринимала попыток связать свою жизнь со сценой.
Кэролайн побывала в Индии и Пакистане вместе со своей старшей сестрой Жаклин Кеннеди, ставшей первой леди США в марте 1962 года.
В 1970-х годах вновь обрела известность благодаря двум её британским домам, в которых интерьер проектировал итальянский художник-постановщик Ренцо Монджардино. На короткое время Радзивилл сама стала проектировать.
В 1972 году она появилась в сопровождении британской рок-группы The Rolling Stones во время их поездки по Америке. В 2003 году Радзивилл опубликовала свою книгу «Happy Times». Также она была соавтором книги «One Summer Special», которую написала со своей сестрой Жаклин Кеннеди-Онассис.
У неё был краткий роман с английским комиком Питером Куком.
В 1996 году она была включена в ежегодный международный список 100 самых хорошо одетых знаменитостей — The Best Dressed List.
В 2000 году вместе с невесткой Кэрол Кэролайн Ли Радзивилл создала фонд помощи начинающим режиссёрам-документалистам. Это было сделано в память об умершем в 40 лет от рака сыне-журналисте Энтони Радзивилле.
В 2008 году Кэролайн Ли Радзивилл получила Орден Почётного Легиона от французского правительства. Орден был вручен в её доме в Париже Бернаром-Анри Леви и Ариэль Домбаль.
Дом в Париже и апартаменты на Манхэттене Ли Радзивилл были показаны в апреле 2009 года в выпуске журнала «Elle Décor». В марте 2013 года княгиня была включена английской газетой «The Guardian» в список пятидесяти хорошо одетых знаменитостей на протяжении 50-х годов.
Ли Радзивилл проживала в Нью-Йорке, где вела активную светскую жизнь и занималась благотворительностью.
В старости страдала от болезни Альцгеймера, однако при этом вела активный образ жизни и сохраняла здравость рассудка. Умерла 15 февраля 2019 года в своей квартире в Верхнем Ист-Сайде в Нью-Йорке. Половина её праха захоронена на семейном участке Бувье на католическом кладбище Пресвятой Троицы в Ист-Хамптоне, штат Нью-Йорк. Другая половина её праха, согласно желанию Радзвилл, была развеяна на побережье Амальфи в Средиземном море.

## Браки и дети
Кэролайн Ли Бувье была трижды замужем. В апреле 1953 года она вышла замуж за Майкла Кэнфилда (1926—1969), сына крупного американского издателя Касса Кэнфилда (1897—1986) и светской львицы Кики Престон (1898—1946). Ходили слухи, что его биологическим отцом был принц Георг, герцог Кентский и член британской королевской семьи. Брак Кэролайн и Майкла был бездетным. В 1959 году они развелись, а их брак был расторгнут римско-католической церковью в ноябре 1962 года.
19 марта 1959 года вторично вышла замуж за польского князя Станислава Альбрехта Радзивилла (1914—1976), который перед этим развелся со своей второй женой Грейс Марией Колин и получил от римско-католической церкви разрешение на развод, чтобы жениться на бывшей миссис Кэнфилд. Cупруги жили в Лондоне и имели двух детей:
- Энтони Станислава Радзивилла (4 августа 1959 — 10 августа 1999)
- Анну Кристину Радзивилл (род. 18 августа 1960)

23 сентября 1988 года Ли Радзивилл в третий раз вышла замуж: за американского режиссёра и хореографа Герберта Росса (1927—2001). Они развелись в 2001 году, незадолго до его смерти.
В своей книге Nemesis автор Питер Эванс заявил, что у Ли Радзивилл также был давний роман с греческим миллиардером Аристотелем Онассисом, который был разорван, когда он женился на её старшей сестре Жаклин.
В последнее время другом Ли Радзивилл был Жиль Дюфур, арт-директор Chanel, затем Balmain. Он дядя Матильды Фавьер, подруги бывшего президента Франции Николя Саркози и жены банкира Роберта Агостинелли.